# Now I'm That Bitch
Now I'm That Bitch is een nummer van de Barbardiaans-Britse zangeres Livvi Franc uit 2009, in samenwerking met de Amerikaanse rapper Pitbull.
Volgens Franc heeft het woord "bitch" meerdere betekenissen. Voor de Britse en Amerikaanse radio is gekozen voor een alternatieve titel, namelijk "Now I'm That Chick". Het nummer bereikte een bescheiden 40e positie in het Verenigd Koninkrijk. In het Nederlandse taalgebied bereikte het nummer de hitparades niet.